# Jürgen Bornschein
Jürgen Bornschein (* 14. September 1960 in Gera) ist ein deutscher Politiker (CDU) und war von 1999 bis 2001 Mitglied im Abgeordnetenhaus von Berlin.
Jürgen Bornschein absolvierte nach dem Schulbesuch zunächst eine Ausbildung zum Heizungsinstallateur, danach ein Studium der Heizungs,- Lüftungs- und Sanitärtechnik an der Ingenieurschule für Bauwesen Erfurt mit Abschluss als Ingenieur. Er war dann bis 1986 beim VEB Technische Gebäudeausrüstung Berlin tätig, danach bis 1990 bei der Bauakademie der DDR. Nach der Wende in der DDR war er zunächst selbständig und trat 1996 in die Hochbauverwaltung des Bezirks Weißensee ein.
Bornschein gehört der CDU seit 1987 an, zunächst der CDU der DDR. Von 1995 bis 1999 war er Mitglied der Bezirksverordnetenversammlung Pankow. Er wurde 1999 über die Bezirksliste Pankow in das Abgeordnetenhaus gewählt.